# مارک دراگونسکی
مارک دراگونسکی (آلمانی: Mark Dragunski؛ زادهٔ ۲۲ دسامبر ۱۹۷۰) بازیکن هندبال اهل آلمان است.